# WWE 24/7 Championship
Het WWE 24/7 Championship is een professioneel worstelkampioenschap van WWE dat werd opgericht in 2019 en een hele week lang 24 uur wordt verdedigd in alle televisieprogramma's die door de federatie worden geproduceerd. Het WWE 24/7 Championship is vergelijkbaar met het voormalige WWE Hardcore Championship, dat in de laatste fase van zijn bestaan ook op deze manier werd verdedigd. 
Het kampioenschap werd officieel ingehuldigd door WWE Hall of Famer Mick Foley in een aflevering van het wekelijkse programma Monday Night Raw op 20 mei 2019, daags na het jaarlijkse evenement Money in the Bank. Titus O'Neil was de inaugurele kampioen.

## Ontwerp en geschiedenis
Het WWE 24/7 Championship heeft een donkergroene kleur en men graveerde een gouden klok in het midden van de titelriem, waarmee het concept van de titelriem wordt beklemtoond. 
Mick Foley mocht het kampioenschap onthullen in een aflevering van Monday Night Raw op 20 mei 2019, waarna Titus O'Neil zes andere worstelaars versloeg waaronder Ethan Carter III en Luke Gallows. Dit gebeurde naast de ring (jargon: falls count anywhere), zoals vaak gebeurde ten tijde van het WWE Hardcore Championship tussen 1998 en 2002. 
O'Neil verloor het kampioenschap diezelfde avond aan Robert Roode, die hem op zijn beurt doorgaf aan R-Truth. Die laatste titelwijziging deed zich voor in de buurt van een parkeerplaats buiten het stadion. Men zou de titelriem kunnen beschouwen als de opvolger van het WWE Hardcore Championship. Het kampioenschap kan ook worden behaald of verdedigd in de worstelshows NXT of SmackDown! Voorts is de titel beschikbaar voor worstelaars in de lichtgewichtsklasse, een show die sinds 2016 onder de naam 205 Live wordt uitgezonden.

## Kritiek
Onmiddellijk na de onthulling van het WWE 24/7 Championship kwam er kritiek op het ontwerp van de titelriem, dat werd vergeleken met enkele personages uit Amerikaanse horrorfilms en de rapper Flavor Flav. Andere media zagen dan weer potentieel in de titelriem als originele toevoeging aan de programmatie.

## Titelgeschiedenis
| Nr. | Worstelaars  | # | Dagen | Datum        | Stad              | Evenement                     | Aantekeningen |
| --- | ------------ | - | ----- | ------------ | ----------------- | ----------------------------- | --- |
| 1   | Titus O'Neil | 1 | <1    | 20 mei 2019  | Albany (New York) | Monday Night Raw              | O'Neil versloeg zes andere worstelaars naast de ring                                                              |
| 2   | Robert Roode | 1 | <1    | 20 mei 2019  | Albany (New York) | Monday Night Raw              | Roode versloeg Titus O'Neil ter hoogte van de entree naar de ring                                                 |
| 3   | R-Truth      | 1 | 8     | 20 mei 2019  | Albany (New York) | Monday Night Raw              | R-Truth versloeg Robert Roode bij een parkeerplaats                                                               |
| 3   | Elias        | 1 | <1    | 28 mei 2019  | Tulsa (Oklahoma)  | Tuesday Night SmackDown! Live | Elias versloeg R-Truth nadat die laatste in de ring werd aangevallen door Shane McMahon, Drew McIntyre en hijzelf |
| 4   | R-Truth      | 2 | 5     | 28 mei 2019  | Tulsa (Oklahoma)  | Tuesday Night SmackDown! Live | Elias werd nog dezelfde avond opnieuw geklopt door R-Truth na een aanval van Roman Reigns                         |
| 5   | Jinder Mahal | 1 | <1    | 02 juni 2019 | N.B.              | NVT                           | Jinder Mahal versloeg R-truth op een golfterrein.                                                                 |
| 6   | R-Truth      | 3 | 2     | 02 juni 2019 | N.B.              | NVT                           | R-Truth versloeg Jinder Mahal op een golfterrein.                                                                 |
| 7   | Elias        | 2 | <1    | 04 juni 2019 | Laredo (Texas)    | Tuesday Night SmackDown! Live | Elias versloeg R-Truth in een Lumberjack match voor de WWE 24/7 Championship.                                     |
| 8   | R-Truth      | 4 | 2     | 04 juni 2019 | Laredo (Texas)    | Tuesday Night SmackDown! Live | R-Truth versloeg Elias na afloop van de lumberjack match door hem te pinnen onder de ring.                        |
| 9   | Jinder Mahal | 2 | <1    | 06 juni 2019 | N.B.              | NVT                           | Jinder Mahal pinde R-Truth op de tarmac van een vliegveld.                                                        |
| 10  | R-Truth      | 5 | 4+    | 06 juni 2019 | N.B.              | NVT                           | R-Truth pinde Jinder Mahal toen hij lag te slapen in het vliegtuig richting Saoedi-Arabië.                        |